# Retroviralna ribonukleaza H
Retroviralna ribonukleaza H (EC 3.1.26.13, RT/RNaza H, retroviralna reverzna transkriptaza RNazaH, HIV RNaza H) je enzim. Ovaj enzim katalizuje sledeću hemijsku reakciju
Endohidroliza RNK u RNK/DNK hibride. Postoje tri različita moda razlaganja
1. za sekvencu-specifično unutrašnje razlaganje RNK. Enzimi HIV tip 1 i Moloni murin leukemija virusa preferentno razlažu RNK na mestu jedan nukleotid udaljenom od RNK-DNK spoja.
2. Prema RNK 5'-kraju usmereno odvajanje 13-19 nukleotida sa RNK kraja.
3. Prema DNK 3'-kraju usmereno odvajanje 15-20 nukleotida sa prajmer kraja.

Retroviralna reverzna transkriptaza je multifunkcionalni enzim odgovoran za viralnu replikaciju.

## Literatura
- Nicholas C. Price; Lewis Stevens (1999). Fundamentals of Enzymology: The Cell and Molecular Biology of Catalytic Proteins (Third изд.). USA: Oxford University Press. ISBN 019850229X.
- Eric J. Toone (2006). Advances in Enzymology and Related Areas of Molecular Biology, Protein Evolution (Volume 75 изд.). Wiley-Interscience. ISBN 0471205036.
- Branden C; Tooze J. Introduction to Protein Structure. New York, NY: Garland Publishing. ISBN 0-8153-2305-0.
- Irwin H. Segel. Enzyme Kinetics: Behavior and Analysis of Rapid Equilibrium and Steady-State Enzyme Systems (Book 44 изд.). Wiley Classics Library. ISBN 0471303097.
- William P. Jencks (1987). Catalysis in Chemistry and Enzymology. Dover Publications. ISBN 0486654605.

## Spoljašnje veze
- Retroviral+ribonuclease+H на 